# Triest IPA
Triest IPA is een Belgisch bier van hoge gisting.
Het bier wordt gebrouwen in Microbrouwerij Den Triest te Kapelle-op-den-Bos. 
Het is een blond bier, type IPA met een alcoholpercentage van 7,5%. Het wordt gebrouwen met een nieuwe Amerikaanse hop Mosaic en heeft een fruitig en floraal hoparoma en een zacht hopbittere afdronk. Het bier behaalde in 2013 de derde plaats op het Zythos bierfestival en de “Bier Award” als beste bier op het Brugs Bierfestival in februari 2013.